# Volklings
Volklings (mundartlich: im Folglings) ist ein Gemeindeteil der Gemeinde Hergensweiler im bayerisch-schwäbischen Landkreis Lindau (Bodensee).

## Geographie
Der Weiler liegt circa 1,5 Kilometer nördlich des Hauptorts Hergensweiler. Nördlich von Volklings verläuft die Ländergrenze zu Wangen im Allgäu in Baden-Württemberg. Im Westen befindet sich das Naturschutzgebiet Stockenweilerweiher.

## Ortsname
Der Ortsname stammt vom Personennamen Volchilīn und bedeutet (Ansiedlung) des Volchilīn. Möglich ist auch der Personenname Folchini.

## Geschichte
Eine Theorie vermutet den Ursprung des Orts in einer slawischen Zwangssiedlung aus der Karolingerzeit. Volklings wurde erstmals urkundlich um das Jahr 1290 als Volchilins erwähnt. 1626 wurden sechs Häuser im Ort gezählt. Im Jahr 1777 fand die Vereinödung von Volklings statt.

## Baudenkmäler
Siehe: Liste der Baudenkmäler in Volklings